# La Brillaz
La Brillaz là một đô thị trong huyện Sarine thuộc bang Fribourg ở Thụy Sĩ. Đô thị này được lập năm 2001 từ sự hợp nhất các khu vực dân cư Lentigny, Lovens, và Onnens.